# Rue de la Station (Metro de Charleroi)
La estación de Rue de la Station es una estación de la red de Metro de Charleroi, operada por la línea .

## Presentación
Como el resto de estaciones de Anderlues, conserva la parada en la calle, tal y como era con los antiguos tranvías de la SNCV.

## Accesos
- Rue de la Station